# Vignats
Vignats és un municipi francès situat al departament de Calvados i a la regió de Normandia. L'any 2007 tenia 247 habitants.

## Demografia

### Població
El 2007 la població de fet de Vignats era de 247 persones. Hi havia 97 famílies de les quals 20 eren unipersonals (8 homes vivint sols i 12 dones vivint soles), 45 parelles sense fills, 28 parelles amb fills i 4 famílies monoparentals amb fills.
La població ha evolucionat segons el següent gràfic:
Habitants censats

### Habitatges
El 2007 hi havia 123 habitatges, 100 eren l'habitatge principal de la família, 15 eren segones residències i 8 estaven desocupats. Tots els 123 habitatges eren cases. Dels 100 habitatges principals, 80 estaven ocupats pels seus propietaris, 18 estaven llogats i ocupats pels llogaters i 1 estava cedit a títol gratuït; 1 tenia dues cambres, 19 en tenien tres, 21 en tenien quatre i 58 en tenien cinc o més. 84 habitatges disposaven pel capbaix d'una plaça de pàrquing. A 44 habitatges hi havia un automòbil i a 46 n'hi havia dos o més.

### Piràmide de població
La piràmide de població per edats i sexe el 2009 era:
| Homes | Edats   | Dones |
| ----- | ------- | ----- |
| 0     | 95 o +  | 0     |
| 0     | 90 a 94 | 0     |
| 0     | 85 a 89 | 0     |
| 4     | 80 a 84 | 0     |
| 0     | 75 a 79 | 4     |
| 0     | 70 a 74 | 16    |
| 8     | 65 a 69 | 4     |
| 8     | 60 a 64 | 4     |
| 8     | 55 a 59 | 0     |
| 8     | 50 a 54 | 20    |
| 12    | 45 a 49 | 12    |
| 4     | 40 a 44 | 0     |
| 12    | 35 a 39 | 16    |
| 8     | 30 a 34 | 8     |
| 12    | 25 a 29 | 8     |
| 4     | 20 a 24 | 4     |
| 8     | 15 a 19 | 0     |
| 0     | 10 a 14 | 16    |
| 16    | 5 a 9   | 8     |
| 8     | 0 a 4   | 8     |

## Economia
El 2007 la població en edat de treballar era de 151 persones, 108 eren actives i 43 eren inactives. De les 108 persones actives 99 estaven ocupades (47 homes i 52 dones) i 9 estaven aturades (4 homes i 5 dones). De les 43 persones inactives 21 estaven jubilades, 9 estaven estudiant i 13 estaven classificades com a «altres inactius».

### Ingressos
El 2009 a Vignats hi havia 103 unitats fiscals que integraven 265 persones, la mediana anual d'ingressos fiscals per persona era de 17.590 €.

### Activitats econòmiques
Dels 8 establiments que hi havia el 2007, 1 era d'una empresa de fabricació d'altres productes industrials, 4 d'empreses de construcció, 1 d'una empresa immobiliària, 1 d'una empresa de serveis i 1 d'una empresa classificada com a «altres activitats de serveis».
Dels 4 establiments de servei als particulars que hi havia el 2009, 2 eren paletes, 1 electricista i 1 perruqueria.
L'any 2000 a Vignats hi havia 13 explotacions agrícoles que ocupaven un total de 522 hectàrees.

## Equipaments sanitaris i escolars
El 2009 hi havia una escola maternal integrada dins d'un grup escolar amb les comunes properes formant una escola dispersa.

## Poblacions més properes
El següent diagrama mostra les poblacions més properes.